# Síndrome de Sturge-Weber
El síndrome de Sturge-Weber (SSW) es una enfermedad rara que pertenece al grupo de las facomatosis. Es un síndrome no hereditario caracterizado por una marca de nacimiento (usualmente en un lado de la cara) conocida como mancha en vino de Oporto, y por problemas neurológicos. 
Otras particularidades son: angiomas en diferentes localizaciones, calcificaciones cerebrales, crisis epilépticas y glaucoma.
Este síndrome fue descrito por primera vez por Schirmer en 1860, y fue William Allen Sturge quien efectuó su descripción clínica completa en 1879; posteriormente Frederick Parkes Weber, en 1922, demostró las alteraciones radiográficas típicas de la enfermedad.
El SSW es conocido como completo cuando va acompañado de otras malformaciones del sistema nervioso central y los angiomas faciales están presentes, y como incompleto en los casos en que solo una malformación está presente; utilizándose la escala de Roach para su clasificación:
- Tipo I. Angioma facial y de leptomeninges están presentes; puede tener glaucoma.
- Tipo II. Angioma facial solamente, sistema nervioso central no afectado; puede tener glaucoma.
- Tipo III. Angioma de leptomeninges solamente; sin glaucoma.

## Cómo se diagnostica
Si se observan manchas de nacimiento en la cabeza o en el cuero cabelludo del niño, es aconsejable realizarle un escáner MRI Gadolinio para confirmar el diagnóstico. Consiste en un escáner regular de MRI, realizado tras una inyección de gadolinio (esto hace que las venas se vean mejor en el escáner).
Una vez que el diagnóstico ha sido confirmado deberá llevar seguimiento médico por un pediatra y un neurólogo pediátrico.

## Qué causa el SSW
El SSW ocurre esporádicamente, no es una enfermedad genética ni hereditaria. 
Comienza en la etapa temprana del embarazo, cuando el bebé se desarrolla en la matriz (de las 6 a las 9 semanas de embarazo). Los tejidos que forman la piel y el cerebro están estrechamente relacionados. Se cree que es debido al desarrollo de una red de venas que permanece sobre la superficie del cerebro en lugar de separarse. Se desconoce por qué ocurre esto, y no se puede atribuir a las condiciones de vida de la madre durante el embarazo. 

## Cómo es de común
Se trata de un síndrome raro.
Afecta a todos los grupos étnicos y es igual de probable en ambos sexos.
Los niños con una mancha de color vino en ambos lados del cuero cabelludo o en la frente suelen presentar SSW.

## Pronóstico para un niño con SSW
Un niño con SSW tiene un rango de discapacidad que le afecta desde un punto medio a uno severo. El pronóstico cambia de niño a niño dependiendo de la severidad de los síntomas y de cómo se pueden controlar. 

## Síntomas
- Mancha en vino de Oporto (más común en la cara que en el cuerpo, concretamente en un lado, situándose sobre la zona de la frente y el párpado correspondiente)
- Convulsiones
- Parálisis o debilidad en un lado
- Glaucoma
- Dificultades de aprendizaje
- Ansiedad
- Frustración

Estos dos últimos síntomas pueden desencadenar en «crisis agresivo-convulsiva» pudiendo llegar la persona a autoagredirse incluso producirse un ataque epiléptico.

### Problemas que pueden causar los síntomas

#### Malformación Capilar
El Síndrome de Sturge-Weber se caracteriza por presentar una malformación capilar extensa hemifacial (clasificación ISSVA 2016;
International Society for the Study of Vascular Anomalies), clásicamente denominada mancha de color vino oporto, Puede afectar psicológica, emocional y socialmente al niño.

#### De desarrollo y discapacidad de aprendizaje
Alrededor de un 60 % de niños con SSW tiene retrasos de desarrollo y problemas de aprendizaje. Es decir, no se desarrollan ni adquieren las mismas habilidades que los niños de su misma edad que no tienen SSW o el desarrollo es más lento. Parece que los niños con vasos sanguíneos anormales en ambos lados del cerebro tienen problemas severos de aprendizaje en comparación a otros niños.

#### Déficit del campo visual
Algunos niños con SSW padecen déficit del campo visual. Esto significa que tienen problemas de visión en objetos que están fuera de su campo de visión de su ojo. En los infantes el test de diagnóstico apropiado es dificultoso. Una vez se sepa qué área está afectada, se sabrá qué tipo de juguetes, actividades o tareas quedan fuera del campo de visión del niño. 

#### Hemiplejia
Los niños con SSW tendrán un punto débil en el lado del cuerpo opuesto a la mancha de color vino Oporto debido a los anormales vasos sanguíneos del cerebro. Además tendrán dificultades en el uso de la zona afectada. El grado de afectación varía de un niño a otro y los síntomas pueden ser más o menos obvios. Suele haber tres formas de debilidades que puede afectar a los niños con SSW:
- Primer grupo, la afectación se manifiesta durante la infancia
- Segundo grupo, la afectación se manifiesta como ataques epilépticos
- Grupo final, produce dolores de cabeza y es susceptible de mejorar

#### Epilepsia
Alrededor del 80 % de los niños con SSW tiene epilepsia (ataques o convulsiones) si el SSW está en ambos lados de la cara. En muchos de estos niños empiezan antes de los 2 años. A la edad de 5 años, la mayoría ya han manifestado ataques de epilepsia.
El comienzo de estos ataques es a menudo desencadenado por una enfermedad que ha causado fiebre. 
Ocurrirán varios tipos de ataques, el más común son movimientos erráticos de una parte del cuerpo, otro tipo deberán ser reportados. Si los ataques duran más de tres minutos u ocurren muy frecuentemente afectarán al desarrollo del niño. El tratamiento usualmente se ajusta para reducir la frecuencia o severidad de los ataques.

#### Dolores de cabeza
Aproximadamente un tercio de niños con SSW sufre dolores de cabeza y/o episodios de migraña. Según estudios realizados se cree que esto está causado por la sangre que fluye por la capa extra de las venas.
Los dolores de cabeza suelen estar relacionados con un periodo de convulsiones y debilidad.

#### Glaucoma
El glaucoma es un aumento de la presión interna en el ojo que puede llevar a la ceguera si no es tratado.
El glaucoma es diagnosticado utilizando un test que mide la presión ocular, mediante un soplo de aire. La mayoría de los niños con SSW desarrollan glaucoma durante la infancia, pero otros no lo desarrollan hasta bien entrada la niñez. El oftalmólogo deberá examinar los ojos del niño para comprobar la presión ocular regularmente, cada año durante los primeros cinco años y después cada dos años. Si el niño desarrolla el glaucoma necesitará visitas más frecuentes al médico.

### Como deben ser tratados los síntomas del SSW
El SSW no puede ser tratado en sí mismo. Como afecta a diferentes órganos del cuerpo un equipo multidisciplinar ofrecerá el mejor cuidado. Serán necesarias visitas regulares con el pediatra y un centro de desarrollo infantil, conjuntamente con doctores y especialistas. Los especialistas, generalmente, son dermatólogos (médicos de la piel), neurólogos (médicos del cerebro y sistema nerviosos) y oftalmólogos (médicos de los ojos).
El SSW es una condición de vida que necesita cuidado y tratamiento.

#### Mancha de nacimiento de color vino Oporto
Tratamiento de tinte láser, es actualmente el tratamiento escogido para desvanecer la mancha. Los resultados suelen ser excelentes y los efectos secundarios mínimos.
Con los actuales láseres, los pacientes que no tuvieron resultado satisfactorio con sistemas anteriores, han mostrado resultados prometedores.

#### De desarrollo y de aprendizaje
Mediante soporte de centros de terapeutas especializados en el desarrollo infantil o colegios especiales además de soporte escolar. Un plan individual educacional y un plan sobre educación especial será necesario. Una vez tengan el soporte el niño necesitará garantías y recursos para ello.
Algunos niños desarrollan problemas en la tiroides a partir del séptimo u octavo año, así que serán necesarias análisis sanguíneos y posiblemente un tratamiento médico para la tiroides.

#### Deficiencia delcampo visual
El oftalmólogo debe aconsejar cómo convivir con el déficit. Conforme el niño crezca, ciertos juegos y deportes seguramente serán problemáticos. El niño se beneficiará con el apoyo de un profesor especialista en déficit visual infantil.

#### Hemiplejia
El trabajo de un fisioterapeuta y un terapeuta ocupacional pueden mejorar la manera con la que el niño convive con la debilidad, ellos pueden sugerir programas de ejercicio para fortalecer las extremidades más débiles o ayudas para hacer las tareas diarias más fáciles.
Existe la evidencia de que tomar una dosis baja de aspirina al día puede reducir el número de ataques. La aspirina ha sido relacionada con una enfermedad de hígado (el síndrome de Reye), aunque esto es bastante raro. Se debería consultar cuando usar o no la aspirina con el especialista.

#### Epilepsia
Existen muchas medicinas apropiadas para los niños con epilepsia. Lleva un tiempo encontrar la mejor combinación y la dosis ideal para el niño, por lo que es posible que el tratamiento cambie frecuentemente.
Si los ataques siguen siendo severos después de probar varias combinaciones y dosis de medicinas, se puede considerar una operación.

#### Glaucoma
Deberá revisar los ojos regularmente para que el glaucoma pueda ser diagnosticado y tratado a la mayor brevedad. El tratamiento consiste usualmente en la aplicación de un colirio para ojos y requiere en ocasiones de una sencilla cirugía ambulatoria.

## Sinónimos
Código CIE-9-MC: 759.6
- Enfermedad de Dimitri
- Angiomatosis Encefalofacial
- Angiomatosis Encefalotrigeminal
- Angiomatosis Leptomeníngea
- Angiomatosis Meníngea Capilar
- Síndrome de Sturge Kalischer Weber
- Facomatosis de Sturge Weber
- Síndrome de Sturge Weber Dimitiri